# Praxo
Praxo (en grec antic Πράξο) fou una dama grega d'alt rang que vivia a Delfos, connectada per llaços d'hospitalitat amb Perseu de Macedònia.
Va ser a casa seva on es van allotjar el cretenc Evànder i els altres emissaris utilitzats per Perseu per intentar assassinar Èumenes II de Pèrgam el 172 aC, un atemptat que va fracassar. Això la va fer sospitosa d'haver participat en el complot i Gai Valeri Leví la va portar a Roma. La seva sort posterior és desconeguda. En parla Titus Livi.